# Jules Rossignol
Jules Raymond Rossignol (Villefranche-d'Albigeois, 24 novembre 1869 – 4 agosto 1955) è stato uno schermidore francese.
Partecipò ai Giochi della II Olimpiade di Parigi nella gara di fioretto per maestri, dove giunse al quinto posto.